# Liste von Kulturschaffenden in der DDR
Diese Liste von Kulturschaffenden in der DDR verzeichnet bedeutende Kunstschaffende aus den Bereichen Theater, Film, Literatur, bildende Kunst, Architektur, Musik und den Massenmedien der Deutschen Demokratischen Republik.

## Theater und Puppenspiel (Bühnen- und Kostümbild unter Bildende Kunst)
- Manja Behrens (1914–2003), Schauspielerin
- Fritz Bennewitz (1926–1995), Regisseur
- Benno Besson (1922–2006), Schauspieler, Regisseur und Theaterleiter
- Hannelore Bey (* 1941), Tänzerin
- Kurt Böwe (1929–2000), Schauspieler
- Bertolt Brecht (1898–1956), Dramatiker und Regisseur
- Barbara Brecht-Schall (Barbara Berg; 1930–2015), Schauspielerin
- Hans Bunge (1919–1990), Dramaturg und Regisseur
- Ernst Busch (1900–1980), Schauspieler und Sänger
- Frank Castorf (* 1951), Regisseur
- Alfred Dreifuß (1902–1993), Schauspieler, Dramaturg, Regisseur
- Adolf Dresen (1935–2001), Regisseur
- Peter Ensikat (1941–2013), Schauspieler, Regisseur
- Christine Gloger (1934–2019), Schauspielerin
- Ruth Glöss (1928–2014), Schauspielerin
- Klaus Harnisch (* 1933), Regisseur, Dramaturg
- Dieter Jaßlauk (1934–2019), Schauspieler
- Inge Keller (1923–2017), Schauspielerin
- Friedgard Kurze (1928–2019), Puppenspielern
- Alexander Lang (1941–2024), Regisseur, Schauspieler
- Erwin Leister (* 1924), Schauspieler, Regisseur
- Rolf Ludwig (1925–1999), Schauspieler
- Gisela May (1924–2016), Schauspielerin, Diseuse
- Heiner Müller (1929–1995), Intendant
- Hanns Anselm Perten (1917–1985), Intendant, Regisseur, Schauspieler
- Wolfgang Pintzka (1928–2006), Regisseur
- Klaus Piontek (1935–1998), Schauspieler
- Kurt Radeke (1924–2017), Schauspieler
- Ekkehard Schall (1930–2005), Schauspieler
- Tom Schilling (* 1928), Choreograph und Tänzer
- Dieter Robert Schoß (1937–2023), Theaterwissenschaftler, Dramaturg, Dozent, Schriftsteller
- Heinz Schröder (1928–2009), Puppenspieler
- Peter Sodann (1936–2024), Schauspieler, Regisseur, Intendant
- Friedo Solter (1932–2023), Schauspieler, Theaterregisseur
- Hans Teuscher (1937–2015), Schauspieler
- B. K. Tragelehn (* 1936), Schriftsteller, Regisseur
- Jean Weidt (1904–1988), Choreograph, Tänzer
- Helene Weigel (1900–1971), Schauspielerin
- Manfred Wekwerth (1929–2014), Intendant und Regisseur

## Kabarett
- Gunter Böhnke (* 1943), Kabarettist
- Heinz Draehn (1921–2010), Kabarettist
- Peter Ensikat (1941–2013), Schauspieler, Regisseur
- Horst Feuerstein, Kabarettist
- Helga Hahnemann (1937–1991), Kabarettistin, Sängerin
- Jürgen Hart (1942–2002), Kabarettist, Sänger
- Rolf Herricht (1927–1981) & Hans-Joachim Preil (1923–1999)
- Bernd-Lutz Lange (* 1944), Kabarettist
- Gisela Oechelhaeuser (* 1944), Kabarettistin
- Rainer Otto (1939–2023), Autor, Regisseur, Direktor Leipziger Pfeffermühle (1982–1992)
- Tom Pauls (* 1959), Kabarettist, Schauspieler
- Hans-Günther Pölitz (* 1952), Kabarettist, Autor
- Wolfgang Rumpf (* 1948), Direktor Kabarett Kneifzange
- Hansgeorg Stengel (1922–2003), Schriftsteller, Kabarettist
- Wolfgang Stumph (* 1946), Kabarettist, Schauspieler

## Bildende Kunst
Anmerkung: Es werden nur Künstler und Kunsthandwerker aufgeführt, die eine Wikipedia-Biografie haben. Jeder wird nur einmal erfasst. Die Zuordnung zu einem Unterabschnitt erfolgt nach dem ersichtlichen Schwerpunkt des jeweiligen künstlerischen Schaffens. Da oft in weiteren Kunstgattungen gearbeitet wird, ist dies deshalb in der Regel aus der Liste nicht ersichtlich. Wo deren Anteil am Werk besonders relevant ist, kann das durch Nennung der Gattung nach dem Namen deutlich gemacht werden.

### Design
- Günter Albusberger (1937–2020)
- Marlies Ameling (* 1952), Glas
- Erwin Andrä (1921–2022)
- Ekkehard Bartsch (* 1934), auch autodidaktisch Maler, Grafiker u. a.
- Winfried Baumberger (1938–2023)
- Leo Beilfuß (* 1937)
- Christian Berndt (* 1935)
- Peter Beyer (* 1930), auch Innenarchitekt
- Gerd Böhnisch (* 1937)
- Heinz Bormann (1918–1989), Textil-Mode
- Marianne Brandt (1893–1983)
- Albert Buske (1904–1980)
- Karl Clauss Dietel (1934–2022)
- Wolfgang Dyroff (1923–2018)
- Hans-Joachim Frohberg (1935–2005), Textil, auch konstruktivistischer bildender Künstler
- Dorothea Fuhrmann (1930–2022), Spielmittel
- Heinrich Gebhardt (* 1944)
- Horst Giese (1931–1987)
- Hans Gutheil (1931–2023)
- Helene Haeusler (1904–1987), Spielzeug
- Karl-Joachim Heinemann (1940–2021)
- Gerhard Hempel (1928–2004)
- Horst Heyder (1924–2000)
- Rudi Högner (1907–1995)
- Rudolf Horn (* 1929)
- Margarete Jahny (1923–2016), Glas, Keramik, Porzellan
- Erich John (* 1932)
- Paul Jung (1939–2006)
- Martin Kelm (* 1930)
- Hubert Kittel (* 1953), Glas, Keramik, Porzellan
- Ursula Klapper (* 1935), Textil
- Käte Klötzer (1943–2014), Spielzeug
- Sigrid Kölbel (1925–2006), Textil
- Albert Krause (1925–2012)
- Eberhard Kull (* 1938)
- Hellfried Lack (1928–2006), Möbel
- Johannes Langenhagen (* 1937)
- Ute Lindner (* 1958), Mode & Textil
- Lutz Lipkowsky (1945–2018)
- Brigitte Mahn-Diedering (1933–1993)
- Hans Merz (1931–1987), Porzellan
- Horst Michel (1904–1989)
- Eva Mücke (1937–2023), Mode & Textil
- Erich Müller (1907–1992). Glas
- Otto Gerhard Müller (1924–1992), Keramik; auch Trickfilmgestalter
- Hanna Musiolek (1931–2020), Mode & Textil
- Horst Oehlke (1931–2010)
- Dietmar Palloks (* 1941)
- Erich Pansold (1900–1982), Textil
- Hubert Petras (1929–2010), Porzellan, Keramik
- Christa Petroff-Bohne (* 1934)
- Günter Reissmann (* 1931)
- Wolf Röhner (* 1944)
- Lutz Rudolph (1936–2011)
- Manfred Schindler (1935–2016)
- Georg Friedrich Saalborn (1924–1997)
- Bärbel Schulz (1940–2016), Keramik
- Selman Selmanagic (1905–1986), auch Architekt
- Peter Smalun (1939–2023), Porzellan
- Gottfried Stöhr (1932–2016), Porzellan
- Ellinor Symmangk (1931–2004), Porzellan
- Eberhard Voigt  (* 1938)
- Klaus Waschke (1945–2014), Glas
- Hannelore Wedemeyer (* 1941), Textil
- Olga Wendt (1896–1991)
- Artur Winter (1935–2017), Mode
- Bernhard Wittwer (* 1942)
- Fritz Wondrejz (1911–1970), Glas
- Uta Wulsten (* 1940)
- Ludwig Zepner (1931–2010), Porzellan
- Jochen Ziska (* 1941)

### Glaskunst, Keramik, Kunsttöpferei, Porzellankunst, Mosaikkunst
- Hartmut Bechmann (1939–2013), Glas
- Volkmar Bretschneider (* 1930), insbes. Porzellanmalerei
- Friedrich Bundtzen (1910–1989), Glas
- Astrid Danegger (* 1940), Keramik
- Ilse Decho (1915–1978), Glas, Porzellan
- Gerhard Dölz (1926–2007), Keramik
- Peter Fiedler (* 1937), Glas
- Christine Freigang (1944–2014), Keramik
- Walter Gebauer (1907–1989), Keramik
- Walter Gluch (1910–2009), Glas
- Erhard Goschala (1928–2003), Keramik
- Siegfried Gramann (1924–1992), Keramik
- Dieter Graupner (1940–2022), Keramik
- Erika Gravenstein (1920–2008), Keramik
- Albrecht Greiner-Mai (1932–2012), Glas
- Christiane Grosz (1944–2021), Keramik
- Bruno Groth (1926–2018), Keramik
- Christof Grüger (1926–2014), Glas
- Tomas Grzimek (* 1948), Keramik
- Oskar Hamann (* 1928), Glas
- Dagmar Haucke-Liebscher (* 1944), Keramik
- Wolfgang Henze (1904–1969), Keramik
- Aga Honigberger (1922–2012), Keramik
- Heinrich Hungebloedt (1894–1976), Mosaik
- Elisabeth Jeske (1921–2002), Mosaik
- Karl Jüttner (1921–2006), Keramik
- Monika Kaden (* 1949), Keramik
- Rudolf Kaiser (1910–1980), Keramik
- Lieselotte Kantner (1923–2024), Keramik
- Jürgen Karnopp (* 1943), Keramik
- Karl Kemedinger (1997–1964), Porzellan

- Arnold Klünder (1909–1976), Keramik, auch Maler
- Barbara Klünder (1919–1988), Keramik, auch Malerin

- Günter Knye (1936–2024), Glas
- Elisabeth Körting (1926–2009), Keramik
- Gerda Körting (1911–2000), Keramik
- Heiner-Hans Körting (1911–1991), Keramik
- Rosemarie Koschnick-Chatterjee (1939–2018), Glas
- Christa Koslitz (* 1944); Keramik
- Irmgard Kotte-Weidauer (1907–1992), Glas
- Johann Kwederawitsch (1923–2002), Keramik
- Ortraud Lerch (1939–2013), Mosaik
- Erika Liebig (1933–2018), Keramik
- Irmfried Liebscher (1901–1973), Keramik
- Frida Löber (1910–1989), Keramik
- Wilhelm Löber (1903–1981), Keramik, auch Bildhauer
- Barbara Löffler (1943–2018), Keramik
- Gottfried Löffler (1939–1985), Keramik
- Ute Lohse (1941–2022), Keramik
- Astrid Lucke (* 1939), Keramik
- Gerd Lucke (* 1943), Keramik, auch Restaurator
- Heidi Manthey (* 1929), Keramik
- Guido von Martens (1943–2019), Keramik
- Gerhard Meisel (1903–1979), Keramik
- Hugo Meisel (1887–1966), Porzellan, auch Museumsdirektor
- Maria Merz (1931–2017), Keramik
- Herbert Naumann (1918–2003), Keramik
- Karin Nenz (* 1945), Glas
- Ulrike Oelzner (1939–2012), Glas
- Gustav Oppel (1891–1978), Porzellan
- Volkhard Precht (1930–2006), Glas
- Judith Püschel (* 1955), Keramik
- Renée Reichenbach (* 1956), Keramik
- Rüdiger Reinel (1939–2016), Glas, auch Architekt und Gebrauchsgrafiker
- Ilse Reinl (1927–2019), Keramik
- Christina Renker (* 1941), Keramik
- Walter Rhaue (1885–1959), Töpferei
- Karl-Heinz Richter (* 1946), Keramik
- Reginald Richter (* 1931), Glas
- Brigitte Ringeling (1921–1994), Keramik
- Barbara Sammler (* 1941), Keramik
- Albin Schaedel (1905–1999), Glas
- Ilse Scharge-Nebel (1904–1988), Glas
- Ute Scheffler (* 1944), Keramik
- Eva Schulz-Endert (1912–2006), Keramik
- Hildegund Sell (1933–2022), Keramik
- Rudolf Sitte (1922–2009), Keramik
- Horst Georg Skorupa (1941–2004), Keramik
- Rosemarie Spies (* 1928), Keramik
- Peter Strang (1936–2022), Porzellan
- Otto Thibault (1910–1990), Keramik
- Bärbel Thoelke (* 1938), Keramik, Porzellan
- Christine Triebsch (* 1955), Glas
- Herbert Viecenz (1932–2007), insbes. Keramik
- Wolfgang Weber (1937–2025), Keramik
- Margret Weise (* 1941), Keramik
- Rolf-Rüdiger Weise (1941–2006), Keramik
- Richard O. Wilhelm (* 1932), Glas
- Werner Winkler (1909–1999), Porzellan
- Ulli Wittich-Großkurth (* 1932), Keramik
- Egon Wrobel (* 1939), Keramik, auch Schmuck

### Holzkunst
- Lüder Baier (1920–2012)
- Heinz Barth (1914–1991)
- Volker Oswald Baumgart (1944–2005)
- Jörg Beier (1946–2021)
- Hans Brockhage (1925–2009)
- Johanna Eckhardt-Neudeck (* 1935)
- Peter Ehrlich (1927–2000), auch Innenarchitekt
- Brigitta Großmann-Lauterbach (1923–1965)
- Heinz Heger (1932–2000)
- Friedemann Lenk (1929–2021)
- Hermann Lohrisch (1922–2015)
- Gerhard Neubert (1926–2005)
- Ilka Otte (1942 – ?)
- Norbert Pohl (1932–2000), auch Grafiker
- Gottfried Reichel (1925–2015)
- Erich Schulz  (1909–1999)
- Walter Thürmer (1905–1996)
- Siegfried Urbank (1928–1972)

### Metallgestaltung (auch Medailleure; auch Email-Kunst; außer Schmuckkunst)
Anmerkung: insbesondere bei der Email-Kunst handelt es sich häufig um Schmuckgestaltung; Überschneidungen sind nicht zu vermeiden.
- Karl Bergmann  (1906–1992)
- Josef Bzdok (1938–2019)
- Helmut Griese (1925–2009)
- Wilfried Heider (1939–1999)
- Eckard Herrmann (* 1949)
- Jörg Tilmann Hinz (* 1947)
- Johann Peter Hinz (1941–2007)
- Lutz Holland (1934–2012)
- Heinz Hoyer (* 1949), Medailleur; auch Bildhauer
- Gerhard Hüneke (* 1936)
- Dora Kleemann (1926–2017), Email, auch Textilgestalterin
- Hubert Kleemann (1925–2016)
- Achim Kühn (* 1942)
- Fritz Kühn (1910–1967)
- Hans-Joachim Kunsch (1930–2020)
- Günther Laufer (1907–1992)
- Hans-Volker Mixsa (1944–2016)
- Hans Otto Lehnert (1937–2012)
- Hanna Leisker (1915–2013), Gold- und Silberschmiedin
- Erich Lenné (1893–1987)
- Karl Müller (1888–1972)
- Irmtraut Ohme (1937–2002)
- Karin Riebensahm (1932–2009 oder 2010), insbes. Email
- Rüdiger Roehl (* 1942)
- Lili Schultz (1895–1970), Email
- Helmut Senf (1933–2025)
- Jan Skuin (1943–2018)
- Armgard Stenzel (* 1937), insbes. Email, auch Schmuck
- Karl-Heinz Trautmann (* 1930)
- Rosemarie Trautmann (* 1929)
- Manfred Vollmert (* 1937)
- Christoph Weihe (* 1954)
- Peter Zinecker (1930–2022)

### Schmuckkunst (speziell Metall, Edelmetall und Email; ohne Glaskunst)
- Renata Ahrens (1929–2023)
- Edith Beckmann (* 1928)
- Christina Brade (1936–2007)
- Uta Feiler (* 1941)
- Gerhild Freese (1941–2022)
- Curt Hasenohr-Hoeloff (1887–1987)
- Renate Hoditz (1929–2020)
- Cornelia Leidolph (1940–2020)
- Elsbeth Lenné (1899–1988)
- Harald Otto (1928–2013)
- Dorothea Prühl (* 1937)
- Otto Scharge (1894–1976)
- Wolfgang Schlüter (1942–2019), auch Maler
- Manfred Stenzel (1939–2023)
- Monika Winkler (1933–2015)
- Theodor Wüsten (1906–1959)

### Textilkunst
Siehe auch unter Design.
- Christine Beier (* 1946), Blaudruckerin
- Ingeborg Bohne-Fiegert (1921–2008)
- Helga Borisch (* 1939), auch Bühnenbildnerin, Malerin und Grafikerin
- Richard Dölker (1896–1955)
- Ulrike Drasdo (1951–2017)
- Edgar Drechsel (1927–2010)
- Marga Drechsel (1931–2023)
- Marianne Ehrler (1939–1984)
- Inge Flierl (* 1926)
- Annemarie Freymann  (1909–1987)
- Genia Frohberg (1933–2013)
- Irmgard Glauche (1920–2016)
- Inge Götze (* 1939)
- Gisela Grade (* 1935)
- Traude-Maria Henschel (1929–2013)
- Annemarie Heuer-Stauss (1903–1988)
- Christa Hoffmann (1924–2000)
- Günter Hoffmann (1923–1993)
- Christa Jeitner (* 1935)
- Dora Kärgel (1915–2003)
- Nora Kaufhold (* 1929)
- Ilse-Maria Krause (1926–2016)
- Bärbel-Kathrin Langbein (1943–1990)
- Elrid Metzkes (1932–2014)
- Roswitha Moxter (1926–2004)
- Rolf Müller (* 1941)
- Ingrid Müller-Kuberski (* 1936), auch Textilrestauratorin
- Marianne Oppelt (1898–1995)
- Rosemarie Rataiczyk (* 1930), auch Malerin und Grafikerin
- Annemarie Rehfeldt (1921–2019)
- Margaretha Reichardt (1907–1984)
- Thea Reichardt (* 1921)
- Ulrich Reimkasten (* 1953), auch Maler
- Marielies Riebesel (1934–2015)
- Gertraud Schaar (1937–2014)
- Gertraude Seidel (1924–2011)
- Irene Thonke (1916–2002)
- Anna-Monika Tzschichhold (* 1929)

### Bühnen-, Szenen- und Kostümbild, Bühnenplastik, Puppengestaltung u. ä.
- Karl von Appen (1900–1981), Bühne
- Hermann Asmus (1887–1968), Szenenbild
- Jutta Balk (1902–1987), Puppen
- Gerhard Behrendt (1929–2006), Puppen
- Sibylle Boden-Gerstner (1920–2016), Kostüm
- Edda Colditz (1940–2020), Bühne und Kostüm, auch Malerin
- Klaus Eberhardt (1933–2010), Szenenbild
- Theo Eggink (1901–1965), Puppen
- Jochen Finke (* 1941), Bühne
- Eddy Fischer (1916–1992), Bühnenplastik
- Manfred Grund (1929–2015), Bühne
- Jutta Harnisch (* 1935), Kostüm
- Franz Havemann (* 1933), Bühne
- Gerhard Helwig (1924–2000), Szenenbild
- Hainer Hill (1913–2001), Bühne, Kostüm, auch Theaterfotografie
- Alfred Hirschmeier (1931–1996)
- Otto Kähler (1910–1991), Bühne
- Konstanza Kavrakowa-Lorenz, Puppen
- Eberhard Keienburg (1936–2021), Bühne, Kostüm
- Eleonore Kleiber (1925–1997), Kostüm
- Udo Klenner (* 1957), Kostüm und Bühne
- Dieter Lange (1938–2010), Bühne, Kostüm
- Paul Lehmann (Szenenbildner) (1923–2022), Bühne, Szene
- Bernd Leistner (* 1943), Bühne, Kostüm
- Hans Helmut Müller (1933–2009), Bühne, Kostüm
- Bert Neumann (1960–2015), Bühne, auch Maler und Grafiker
- Hans-Martin Perthel (1919–1975), Bühne
- Michael Pilz (1943), Bühne
- Annemarie Rost (1924–2018), Bühne
- Volker Pfüller (1939–2020), Bühne, auch Grafik, Buchillustration
- Lothar Scharsisch (* 1939), Bühne, Kostüm
- Carl Schröder (1904–1997), Puppen
- Karl-Heinz Schuster (1912–2006), Bühne, auch Maler
- Erika Simmank-Heinze (1927–2023), Kostüm, Bühne, auch Malerin und Grafikerin
- Christine Stromberg (1928–2020), Kostüm
- Inge Thies-Böttner (1924–2001), Puppen, auch Malerin
- Nancy Torres (* 1936), Bühnenplastik
- Gero Troike (* 1945), Bühne, Kostüm
- Fritz Werner (1924–2014), Bühne
- Wilfried Werz (1930–2014), Bühne, Kostüm
- Ralf Winkler (Bühnenbildner) (1936–2009), Bühne. Kostüm
- Margrit Wischnewski (* 1948), Puppen
- Georg Wratsch (1928–2006), Szenenbild
- Franz Zauleck (* 1950), Bühnenbild; auch Buchillustration
- Reinhart Zimmermann (1936–2010), Bühne,

### Fotografie und Fotografik
- Josef Adamiak (1932–2014)
- Walter Ballhause (1911–1991)
- Bernd Bankroth (1941–1991), auch Grafiker
- Tina Bara (* 1962)
- Sibylle Bergemann (1941–2010)
- Klaus G. Beyer (1922–2007)
- Volkmar Billeb (* 1939)
- Thomas Billhardt (1937–2025)
- Matthias Blumhagen (* 1951), auch Bühnenbildner
- Christian Borchert (1942–2000)
- Else Boroffka-Niemeyer (1890–1976)
- Herbert Brumm (1909–1985)
- Kurt Buchwald (* 1953)
- Ulrich Burchert (* 1940)
- Heinz Dargelis (* 1940)
- Paul Dobe (1880–1965)
- Paul Helmut Drechsler (1916–1960)
- Georg Eckelt (1932–2012)
- Klaus Ender (1939–2021)
- Arno Fischer (1927–2011)
- Klaus Fischer (1934–2009)
- Heinz Föppel (1915–1983)
- Paul Friedemann (1917–1969)
- Christoph Georgi (1932–2019)
- Konstanze Göbel (* 1950)
- Ernst Goldberg (* 1935)
- Harry Hardenberg (* 1935)
- Rudolf Hartmetz (1941–2007)
- Harald Hauswald (* 1954)
- Walter Heilig (1925–2006)
- Kurt Heine (1906–1986)
- Herbert Hensky (1910–2005)
- Volkmar Herre (* 1943)
- Kurt Herschel (1896–1979), wissenschaftlicher Fotograf und Zeichner
- Bernd Heyden (1940–1984)
- Walter Hinghaus (1941–2022)
- Frank Höhler (* 1955)
- Erich Höhne (1912–1999)
- Gerhard Hopf (* 1946)
- Joachim Jansong (1941–2022), auch Grafiker
- Oswald Jarisch (1902–1979), insbes. wissenschaftliche Fotografie; auch Maler
- Gerhard Kiesling (1922–2016)
- Harald Kirschner (* 1944)
- Thomas Kläber (* 1955)
- Hans-Jochen Knobloch (* 1941)
- Hans Knospe (1899–1999)
- Ulrich Kohls (* 1936)
- Heinz Krüger (1919–1980)
- Peter Leske (1937–2025)
- Werner Lieberknecht (* 1961)
- Ulrich Lindner (1938–2024)
- Ute Mahler (* 1949)
- Werner Mahler (* 1950)
- Sven Marquardt (* 1962)
- Jürgen Matschie (* 1953)
- Barbara Meffert (1937–2014)
- Roger Melis (1940–2009)
- Reinhard Mende (1930–2012)
- Barbara Metselaar Berthold (1951–2024)
- Barbara Morgenstern (* 1940)
- Klaus Morgenstern  (1939–2012)
- Li Naewiger (1917–1986)
- Jürgen Nagel (* 1942)
- Lotti Ortner-Röhr (1931–2023)
- Helga Paris (1938–2024)
- Alfred Paszkowiak (1926–2000)
- Manfred Paul (* 1942)
- Richard Peter (1895–1977)
- Richard Peter jun. (1915–1978)
- Abraham Pisarek (1901–1983)
- Evelyn Richter (1930–2021)
- Dietmar Riemann (* 1950)
- Edith Rimkus-Beseler (1926–2016)
- Renate Rössing (1929–2005)
- Roger Rössing (1929–2006)
- Günter Rössler (1926–2012)
- Thomas Sandberg (* 1952)
- Ernst Schäfer (1916–2002)
- Rudolf Schäfer (* 1952)
- Ludwig Schirmer (1929–2001)
- Wolfgang G. Schröter (1928–2012)
- Erich Schutt (1931–2023)
- Gundula Schulze Eldowy (* 1954)
- Monika Schulz-Fieguth (* 1949)
- Horst E. Schulze (1925–1971)
- Kurt Schwarz (* 1937)
- Volkmar Sebb (1942–2012), auch Maler
- Bernd-Horst Sefzik (1942–1994),
- Hans-Joachim Spremberg (1943–1978)
- Detlev Steinberg  (1944–2020)
- Thomas Steinert (1949–2022)
- Christine Stephan-Brosch (* 1939)
- Helfried Strauß (* 1943)
- Horst Sturm (1923–2015)
- Edith Tar (1944–2021)
- Vera Tenschert (* 1936)
- Horst Thorau (1930–1989)
- Manfred Uhlenhut (1941–2018)
- Gerhard Vetter (1918–1971)
- Norbert Vogel (1944–2023)
- Ralf-Rainer Wasse (1942–2017)
- Gerhard Weber (* 1940)
- Barbara Wolff (* 1951)
- Walter Zorn (1915–2000)

### Architektur, Stadtplanung, Gebietsplanung, Städtebau etc.
- Rainer Ahrendt (* 1950)
- Manfred Arlt (1928–2006)
- Anita Bach (1927–2021)
- Kurt Bärbig (1889–1968)
- Dieter Bankert (* 1938)
- Karl-Heinz Barth (1937–2011)
- Peter Bathke (* 1935)
- Peter Baumbach (1940–2022)
- Karl Bellmann (1887–1976)
- Günter Benecke (* 1923)
- Volker Berthold (* 1935)
- Hans Erich Bogatzky (1927–2009), Innenarchitekt
- Lothar Bortenreuter (1929–1989)
- Hellmuth Bräuer (1919–1958)
- Walter Butzek (1886–1965)
- Edmund Collein (1906–1992)
- Martin Decker (1925–2013)
- Maria Dertinger (1905–2004)
- Franz Ehrlich (1907–1984)
- Wolf-Rüdiger Eisentraut (* 1943)
- Friedrich Engemann (1898–1970)
- Otto Englberger (1905–1977)
- Hubert Georg Ermisch (1883–1951)
- Achim Felz (1933–2024)
- Georg Funk (1901–1990)
- Wolfgang Geisler (1930–2021)
- Erhard Gißke (1924–1993)
- Heinz Graffunder (1926–1994)
- Nikolaus Griebel (* 1934)
- Iris Grund (* 1933)
- Günter Gruner (1931–2024)
- Gerhard Guder (1924–2013)
- Heinrich Handorf (1925–2022)
- Kurt Hemmerling (1898–1977)
- Walter Henn (1912–2006)
- Hermann Henselmann (1905–1995)
- Ludmilla Herzenstein (1906–1994)
- Heiner Hinrichs (1937–2021)
- Hanns Hopp (1890–1971)
- Kurt Junghanns (1908–2006)
- Josef Kaiser (1910–1991)
- Bernhard Klemm (1916–1995)
- Egon Körner (1908–1986)
- Roland Korn (* 1930)
- Henry Kraft (1899–1979), Gartenarchitekt
- Rolf Kuhn (1946–2024), Gebietsplanung
- Dietmar Kuntzsch (1936–2023)
- Lothar Kwasnitza (1929–1983)
- Gerhard Landgraf (* 1931)
- Kurt Liebknecht (1905–1994)
- Reinhold Lingner (1902–1968), Landschafts- und Gartenarchitekt
- Walter Lucas (1902–1968)
- Heinz Mehlan (1926–1987)
- Hans-Ulrich Mönnig (* 1943)
- Herbert Müller (1920–1995)
- Ulrich Müther (1934–2007)
- Thorleif Neuer (* 1938)
- Kunz Nierade (1901–1976)
- Kurt Nowotny (1908–1984)
- Richard Paulick (1903–1979)
- Gerd Pieper (1942–2023)
- Manfred Prasser (1932–2018)
- Jürgen Pretzsch (1949–2014)
- Johannes Rascher (1904–2006)
- Heinrich Rettig (1900–1974)
- Reinhold Rossig (1903–1979)
- Franz Schiemer (1892–1953)
- Eckart Schmidt (* 1936)
- Max Schnabel (1903–1986)
- Herbert Schneider (1903–1970)
- Werner Schneidratus (1908–2001)
- Selman Selmanagić (1905–1986)
- Horst Siegel (1934–2020)
- Karl Souradny (1904–1973)
- Günther Stahn (1939–2017)
- Wilfried Stallknecht (1928–2019)
- Helmut Stingl (1928–2000)
- Karl Ernst Swora (1933–2001)
- Herbert Terpitz (1903–1967)
- Eckhard Weigel (* 1942)
- Rudolf Weißer (1910–1981)
- Leopold Wiel (1916–2022)
- Manfred Zumpe (* 1930)

### Druck (für künstlerische Zwecke)
- Horst Arloth (1925–2018)
- Roland Ehrhardt (1915–1999)
- Arno Fehringer (1907–1974), auch Maler und Grafiker
- Ekkeland Götze (* 1948)
- Elly Schreiter (1908–1987), auch Grafikerin und Zeichnerin
- Heinz Schreiter (1908–1973), auch Grafiker
- Klaus Zylla (* 1953)

### Restaurierung und Konservierung von Kunstwerken, Denkmalpflege
- Friedrich Decker (1921–2010), auch Maler
- Ludwig Deiters (1921–2018)
- Marlis Giebe (* 1957)
- Helmar Helas (1914–1981)
- Christian Hempel (1937–2015)
- Dankwart Kühn (* 1934), auch Maler
- Fritz Leweke  (1901–2001)
- Hans-Georg Losert (* 1939), auch Glaskünstler
- Roland Möller (1935–2017)
- Hans Nadler (1910–2005)
- Philip Oeser (1929–2013)
- Kurt Stiefel (* 1926)
- Willy Thamm (1912– ?), auch Bucheinbandgestaltung

### Bucheinbandgestaltung, Ledergestaltung u. ä.
Illustration und typografische Gestaltung von Buch-Einbänden siehe Liste von Malern in der DDR.
- Willi Burow (1912 – 1975)
- Günter Morck (1932 – 2017)
- Wilhelm Nauhaus (1899 – 1979)

## Musik
siehe: Portal:Musik der DDR, Künstler nach Genre

## Hörfunk und Fernsehen
- Lothar Bellag (1930–2001), Regisseur
- Urte Blankenstein (1943–2025), Schauspielerin
- Marion Brasch (* 1961), Hörfunkmoderatorin
- Eberhard Cohrs (1921–1999), Komiker
- Georg Dannenberg (1931–1999), Rundfunkdokumentarist
- Margot Ebert (1926–2009), Schauspielerin, Moderatorin
- Gunther Emmerlich (1944–2023), Opernsänger, Entertainer
- Antje Garden (1951–1993), Fernsehansagerin und Moderatorin
- Helga Göring (1922–2010), Schauspielerin
- Rolf Gumlich (* 1932), Journalist und Drehbuchautor
- Helga Hahnemann (1937–1991), Entertainerin
- Rolf Herricht (1927–1981), Schauspieler, Komiker
- Hans Jacobus (1923–2003), Journalist
- Joachim Kaps (* 1952), Schauspieler, Synchronsprecher
- Jürgen Karney (* 1954), Moderator
- Peter Kersten („Zauberpeter“; 1943–2023), Zauberkünstler
- Ingeborg Krabbe (1931–2017), Schauspielerin
- Rudi Kurz (1921–2020), Drehbuchautor, Schauspieler und Regisseur
- Beppo Küster (* 1950), Sänger, Entertainer
- Hans-Joachim Leschnitz (* 1944), Schauspieler, Synchronsprecher
- Wolfgang Lippert (* 1952), Moderator, Sänger
- Luise Mirsch (* 1939), Produzentin
- Heinz Florian Oertel (1927–2023), Sportreporter
- Hans-Joachim Preil (1923–1999), Autor, Schauspieler, Komiker
- Heinz Quermann (1921–2003), Entertainer, Talentförderer
- Heinz Rennhack (* 1937), Schauspieler
- Gerd E. Schäfer (1923–2001), Schauspieler
- Heinz Schröder (1928–2009), Puppenspieler
- Hans Schroeder (1928–2014), Puppenspieler
- Willi Schwabe (1915–1991), Schauspieler, Moderator
- Erich Selbmann (1926–2006), Journalist, Chefredakteur Aktuelle Kamera
- Alfred Struwe (1927–1998), Schauspieler
- Reiner Süß (1930–2015), Kammersänger und Moderator
- Angelika Unterlauf (* 1946), Nachrichten-Sprecherin
- Bärbel Wachholz (1938–1984), Sängerin, Entertainerin
- O. F. Weidling (1924–1985), Talkmaster und Conférencier